# 三江トン族自治県
三江トン族自治県（さんこう-トンぞく-じちけん）は中華人民共和国広西チワン族自治区柳州市に位置する自治県。

## 歴史
1105年（崇寧4年）、北宋により設置された懐遠県を前身とする。1111年（政和元年）に廃止されたが、1144年（紹興14年）に南宋により再設置された。
1377年（洪武10年）、明により懐遠県は廃止、三江鎮巡検司が設置されたが、1380年（洪武13年）には再び懐遠県に改められ、清末まで沿襲された。
中華民国が成立すると1914年（民国3年）に三江県と改称された。中華人民共和国成立後は1952年に三江トン族自治区、1955年に三江トン族自治県と改編され現在に至る。

## 行政区画
- 鎮:古宜鎮、斗江鎮、丹洲鎮、八江鎮、独峒鎮、林渓鎮
- 郷:梅林郷、洋渓郷、良口郷、老堡郷、和平郷、程村郷
- 民族郷:同楽ミャオ族郷、富禄ミャオ族郷、高基ヤオ族郷